# Symplocos globosa
Symplocos globosa är en tvåhjärtbladig växtart som beskrevs av B. Ståhl. Symplocos globosa ingår i släktet Symplocos och familjen Symplocaceae. Inga underarter finns listade i Catalogue of Life.